# 汪布顶乡 (德格县)
汪布顶乡，是中华人民共和国四川省甘孜藏族自治州德格县下辖的一个乡镇级行政单位。

## 行政区划
汪布顶乡下辖以下地区：
西巴村、亚且村、龚加村、汪布顶村、扎西旦村和各麦村。